# Limnophila scitula
Limnophila scitula là một loài ruồi trong họ Limoniidae. Chúng phân bố ở miền Australasia.